# Brigitte Boccone-Pagès

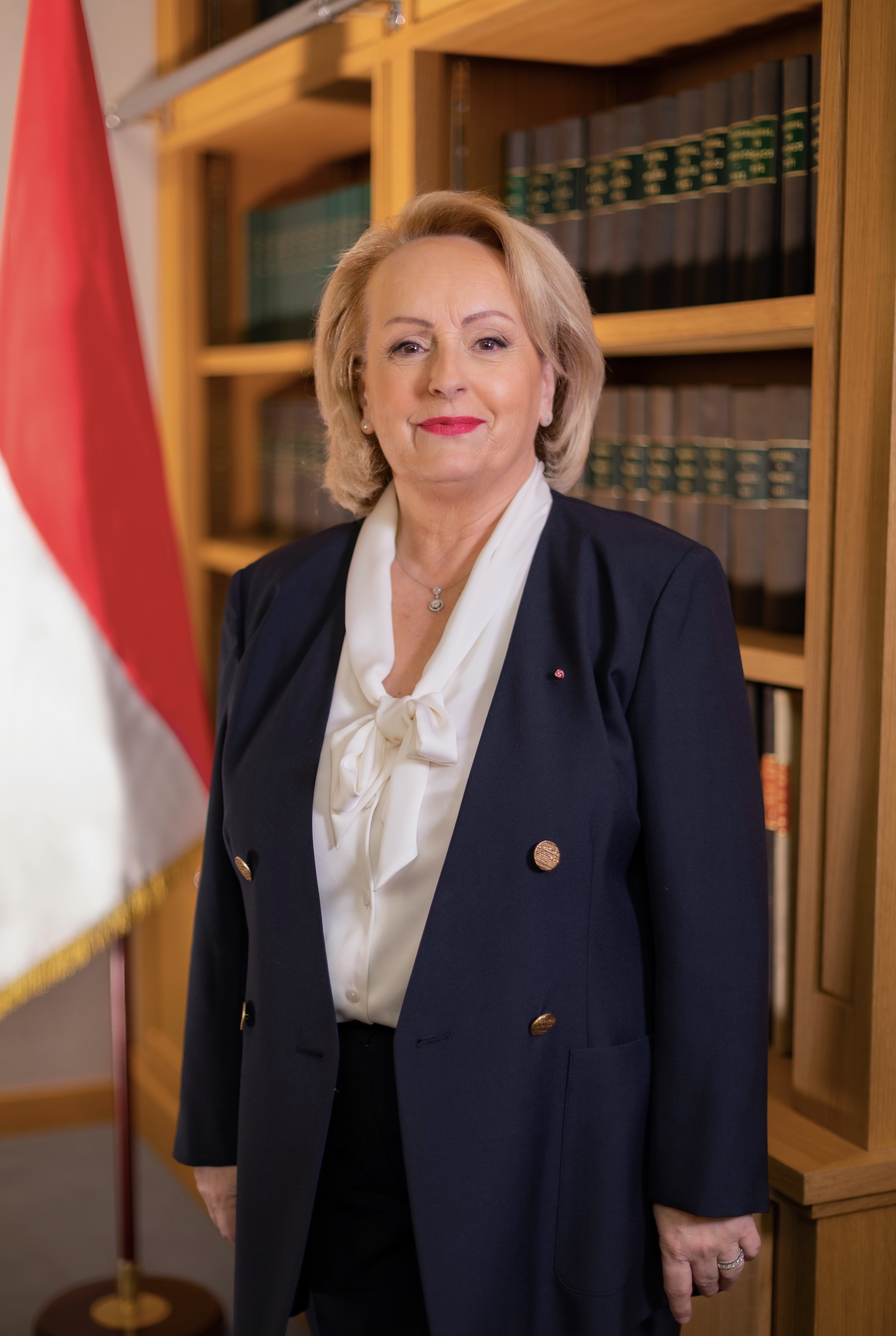
Brigitte Boccone-Pagès (2023)

Brigitte Boccone-Pagès (* 8. Mai 1959) ist eine monegassische Politikerin, die seit dem 6. Oktober 2022 Präsidentin des Nationalrats ist. Sie wurde am 22. Februar 2018 zur Vizepräsidentin des Nationalrats gewählt. Im Oktober 2022 wurde Boccone-Pagès nach dem unerwarteten Rücktritt von Stéphane Valeri zur Präsidentin des Nationalrats gewählt und ist damit die erste Frau, die dieses Amt innehat. Sie ernannte Balthazar Seydoux zu ihrem Vizepräsidenten. Bei den Parlamentswahlen am 5. Februar 2023 gewann sie mit ihrer Monegassischen Nationalen Union alle 24 Sitze.